# Salyan (stad in Nepal)
Salyan, ook Salyan Khalanga of Khalanga, is een dorpscommissie (Engels: village development committee, afgekort VDC; Nepalees: panchayat) in het zuidwesten van Nepal, en tevens de hoofdplaats van het gelijknamige district. Het ligt in een vrij bergachtig gebied.
De dorpscommissie ligt 323 kilometer ten westen van de hoofdstad Kathmandu.